# 日本製鉄音楽賞
日本製鉄音楽賞（にっぽんせいてつおんがくしょう）は、（公財）日本製鉄文化財団（旧新日鐵文化財団→新日鉄住金文化財団）が主催する音楽の賞である。

## 概要
1990年、新日本製鐵（現・日本製鉄）の創立20周年と「新日鉄コンサート」放送35周年を記念して新日鉄音楽賞として設けられ、音楽之友社の協力により、クラシック音楽の関係者を対象としている。フレッシュアーティスト賞はクラシック音楽の新人演奏家に贈られ、特別賞は「クラシック音楽をベースにした活動を行っている個人」を対象として贈られる。賞金は、フレッシュアーティスト賞が300万円、特別賞が100万円である。
2012年度より、旧新日本製鐵と旧住友金属工業が合併し、新日鐵住金が発足したことで（2012年10月1日付）、同賞も「新日鉄住金音楽賞」と改称された。さらに2019年4月の社名変更で「日本製鉄音楽賞」に改称された。

## 受賞者

### フレッシュアーティスト賞
- 第1回（1990年） 諏訪内晶子（ヴァイオリン）
- 第2回（1991年） 長谷川陽子（チェロ）
- 第3回（1992年） 服部譲二（ヴァイオリン）
- 第4回（1993年） 田部京子（ピアノ）
- 第5回（1994年） 本名徹次（指揮）
- 第6回（1995年） 菅英三子（ソプラノ）
- 第7回（1996年） 川本嘉子（ヴィオラ）
- 第8回（1997年） 樫本大進（ヴァイオリン）
- 第9回（1998年） 横山幸雄（ピアノ）
- 第10回（1999年） 佐藤美枝子（ソプラノ）
- 第11回（2000年） 木村大（ギター）
- 第12回（2001年） 高木綾子（フルート）
- 第13回（2002年） 小菅優（ピアノ）
- 第14回（2003年） 天羽明惠（ソプラノ）
- 第15回（2004年） 植村理葉（ヴァイオリン）
- 第16回（2005年） 木下美穂子（ソプラノ）
- 第17回（2006年） 下野竜也（指揮）
- 第18回（2007年） 上原彩子（ピアノ）
- 第19回（2008年） クァルテット・エクセルシオ（弦楽四重奏）
- 第20回（2009年） 河村尚子（ピアノ）
- 第21回（2010年） 長原幸太（ヴァイオリン）
- 第22回（2011年） 萩原麻未（ピアノ）
- 第23回（2012年） 松田理奈（ヴァイオリン）
- 第24回（2013年） 福士マリ子（ファゴット)
- 第25回（2014年） 岡本侑也（チェロ）
- 第26回（2015年） 三浦友理枝（ピアノ）
- 第27回（2016年） 服部百音（ヴァイオリン）
- 第28回（2017年） 景山梨乃（ハープ）
- 第29回（2018年） 葵トリオ（ピアノ三重奏団）
- 第30回（2019年） 大西宇宙（バリトン）
- 第31回（2020年） 川口成彦
- 第32回（2021年）佐藤晴真
- 第33回（2022年）務川慧悟
- 第34回（2023年）金川真弓（ヴァイオリン）
- 第35回（2024年）上野通明（チェロ）

### 特別賞
- 第1回（1990年）　松本美和子（ソプラノ）
- 第2回（1991年）　宮崎隆男（ステージ・マネージャー）
- 第3回（1992年）　田中希代子（ピアノ）
- 第4回（1993年）　千葉馨（ホルン）
- 第5回（1994年）　森島英子（オペラ・コレペティトール）
- 第6回（1995年）　三浦尚之（「ミュージックフロム・ジャパン」代表）
- 第7回（1996年）　鶴田昭弘（ピアノ調律師）
- 第8回（1997年）　小川昂（音楽資料研究家）
- 第9回（1998年）　吉井實行（財団法人仙台フィルハーモニー管弦楽団事務局長）
- 第10回（1999年） 瀧淳（アート・マネージャー）
- 第11回（2000年） 永田穂（永田音響設計特別顧問）
- 第12回（2001年） 伊藤京子（別府アルゲリッチ音楽祭総合プロデューサー）
- 第13回（2002年） 杉理一（ニューオペラ・プロダクション代表）
- 第14回（2003年） 井阪紘（音楽プロデューサー）
- 第15回（2004年） 栗山昌良（演出家）
- 第16回（2005年） 青木十良（チェロ）
- 第17回（2006年） 村上輝久（ピアノ調律師）
- 第18回（2007年） 木之下晃（写真家）
- 第19回（2008年） 金山茂人（東京交響楽団理事・最高顧問）
- 第20回（2009年） 青木賢児（財団法人宮崎県立芸術劇場理事長）
- 第21回（2010年） 豊田耕兒（ヴァイオリン・社団法人才能教育研究会芸術監督）
- 第22回（2011年） 室井摩耶子（ピアノ）
- 第23回（2012年） 栗本尊子（メゾ・ソプラノ）
- 第24回（2013年） 岩崎淑（ピアノ)
- 第25回（2014年） ひのまどか（音楽作家）
- 第26回（2015年） 山田正幸
- 第27回（2016年） 小栗哲家
- 第28回（2017年） 該当者なし
- 第29回（2018年） 林喜代種
- 第30回（2019年） 小林道夫
- 第31回（2020年） 猪狩光弘
- 第32回（2021年） 広渡勲（演出家、音楽プロデューサー）
- 第33回（2022年）髙木裕
- 第34回（2023年）平井滿
- 第35回（2024年）宮澤敏夫（故人）